# 24751 Kroemer
24751 Kroemer (1992 SS24) là một tiểu hành tinh vành đai chính được phát hiện ngày 21 tháng 9 năm 1992 bởi F. Borngen ở Tautenburg.